# Debora Serracchiani
Debora Serracchiani, née le 10 novembre 1970 à Rome, est une avocate et une femme politique italienne, membre du Parti démocrate. Elle est présidente de la région Frioul-Vénétie Julienne de 2013 à 2018 et députée depuis cette date.

## Biographie
Diplômée d'un institut technique économique et en droit de l'université de Rome « La Sapienza » en 1994, Debora Serracchiani s'installe à Udine où elle exerce la profession d'avocate, spécialisée dans le droit du travail.

### Carrière politique
En 2006, elle est élue membre du conseil de la province d'Udine sur la liste des Démocrates de gauche puis réélue en 2008 sur la liste du Parti démocrate.
En juin 2009, elle est élue députée européenne.
En avril 2013, la liste de centre-gauche remporte les élections régionales en Frioul-Vénétie Julienne et Debora Serracchiani est élue présidente de la région. Elle démissionne alors de son mandat au Parlement européen.
Elle est vice-secrétaire du Parti démocrate du 28 mars 2014 au 7 mai 2017.
En novembre 2017, lors de l'assemblée régionale du Parti démocrate, elle annonce qu'elle ne se représentera pas aux régionales mais en revanche sera candidate aux élections législatives du 4 mars 2018. Élue députée, elle démissionne de la présidence de la région le 26 mars 2018.
Le 30 mars 2021 Debora Serracchiani est la nouvelle chef de groupe du Parti démocratique à la Chambre des députés. Elle a obtenu 66 voix soit 73% des préférences, contre les 24 obtenues par la challenger Marianna Madia (27%). 93 députés démocrates ont participé à l'élection (un vote également pour Barbara Pollastrini, un vote nul et un abstentionniste).